# برسیه، یاگودینا
برسیه (صربی: Bresje}} یک منطقهٔ مسکونی در صربستان است که در Pomoravlje District واقع شده‌است.
 برسیه  ۶۵۶ نفر جمعیت دارد.